# Ćutin Veli
Ćutin Veli je nenaseljeni otočić u hrvatskom dijelu Jadranskog mora. Veli i Mali Ćutin su otočići smješteni uz istočne obale Cresa. Atraktivno su odredište roniocima. 
Površine je 0,081047 km², obalne crte 1684 metra i visine 10 metara.
U Državnom programu zaštite i korištenja malih, povremeno nastanjenih i nenastanjenih otoka i okolnog mora Ministarstva regionalnoga razvoja i fondova Europske unije, spominje se kao "otočić".